# دی‌ام‌سی: شیطان هم می‌گرید
دی‌ام‌سی: شیطان شاید بگرید (به انگلیسی: DmC: Devil May Cry) یک بازی ویدئویی به سبک اکشن-ماجراجویی و هک اند اسلش که تا قبل از انتشار خبر رونمایی شدن نسخه پنجم این بازی در اکتبر سال ۲۰۱۸ پنجمین بخش از مجموعه بازی‌های شیطان هم می‌گرید به‌شمار می‌رفت. این بازی که بازشروعی برای این مجموعه بحساب می‌آید توسط شرکت نینجا تئوری ساخته شده‌است و رویدادهای آن در جهانی موازی رخ می‌دهد که تمام عنصرهای آن از جمله خط داستان از سری اصلی بازی متفاوت است. این بازی توسط نینجا تئوری ساخته شده و شرکت کپ‌کام آن را برای کنسول‌های اکس‌باکس ۳۶۰، پلی‌استیشن ۳ و مایکروسافت ویندوز منتشر کرده‌است. شخصیت اصلی داستان پسری جوان به نام دانته دارای نیروهای ماوراطبیعی که توسط موجوداتی در شهری که ساکنین آن شیاطین هستند و به عنوان برزخ شناخته می‌شود، مورده حمله قرار می‌گیرد.
دی‌ام‌سی در تاریخ ۱۵ و ۱۷ ژانویه ۲۰۱۳ برای کنسول‌های پلی‌استیشن ۳ و ایکس باکس ۳۶۰ عرضه شده و نسخهٔ رایانه‌ای آن نیز در ۲۴ و ۲۵ ژانویه روانه بازار شده‌است. نسخه بازسازی شده از این بازی با عنوان دی‌ام‌سی: نسخه قطعی، شامل اجرا در وضوح ۱۰۸۰پی و ۶۰فریم ریت، تمامی محتوای قابل دانلود، لباس‌ها و روند بازی جدید در تاریخ ۱۰ مارس ۲۰۱۵ برای کنسول‌های پلی‌استیشن ۴ و اکس‌باکس وان منتشر شد.